# Bruce Gilden
Bruce Gilden (* 16. Oktober 1946 in Brooklyn, New York) ist ein US-amerikanischer Reportagefotograf. Er wurde vor allem durch seine Arbeiten über die Bewohner der Stadt New York bekannt. Von anderen Straßenfotografen grenzt sich Gilden besonders durch seinen konsequenten Einsatz von Blitzlicht und der geringen Distanz zu seinem Motiv ab.

## Arbeit
Gilden studierte an der Pennsylvania State University und besuchte anschließend Kurse an der School of Visual Arts in New York City, ist jedoch als Fotograf im Wesentlichen Autodidakt. Schon mit seiner ersten Reportage Coney Island zeigte Gilden seine Faszination von seltsamen Charakteren und Eigenheiten. Er fotografierte am Strand von Coney Island speziell die Leute, die aus der gewohnten Masse heraus stachen, übergewichtige oder untergewichtige Leute, sowie intime Momente der Strandbesucher.
Seine besondere Arbeitsweise besteht darin, mit Kamera und Blitzgerät griffbereit auf ein Motiv zu warten, dann sehr schnell nahe an das Motiv heranzugehen und dieses mit Blitzlicht zu fotografieren. Durch den Einsatz des Blitzlichts hebt sich das Motiv kontrastreich vom Hintergrund ab.
2007 wurde der Dokumentarfilm Misery Loves Company: The Life and Death of Bruce Gilden veröffentlicht, der sich mit der Arbeit und dem Leben von Bruce Gilden beschäftigt. Seine aktuelle Reportage Detroit – Eine Stadt in Ärger beschäftigt sich mit der sozialen Not der Detroiter Einwohner, die durch die Finanzkrise betroffen sind.
Seit 1998 ist Gilden Mitglied von Magnum Photos, im Jahr 2002 wurde er eins von wenigen Vollmitgliedern.
In seinen Street Photography Arbeiten verwendet Gilden Leica-M-Kameras mit Weitwinkelobjektiven und entfesseltem Kompaktblitz. Für seine Portraitarbeiten nutzt Gilden eine digitale Mittelformat-Leica.

## Auszeichnungen und Preise
- 1979: New Yorker Stiftung der Künste (Künstler-Stipendium)
- 1980: Stipendium der Nationalen Stiftung der Kunstphotographen
- 1984: Stipendium der Nationalen Stiftung der Kunstphotographen
- 1992: Stipendium der Nationalen Stiftung der Kunstphotographen
- 1994: New Yorker Stiftung der Künste (Künstler-Stipendium)
- 1996: European Publishers Award for Photography
- 1996: Stipendium der Villa Medici (Hors les Murs – Künstler-Stipendium)
- 1999: Stipendium der japanischen Künstlerstiftung
- 2000: New Yorker Stiftung der Künste (Künstler-Stipendium)

## Bibliographie
- The Small Haiti Portfolio (Limited Edition), Helsinki, Finnland (1990)
- Facing New York, Cornerhouse Publications, GB (1992)
- CRP Nord Pas-de-Calais, Frankreich (1994)
- Bleus, Cahier#13, Mission Photographique Transmanche (1994)
- Haïti, Dreams and Nightmares, Dewi Lewis Publishing and Editions Marval, GB & Frankreich (1997)
- After the Off, Kurzgeschichte von Dermot Healy. Dewi Lewis Publishing, GB (1999)
- Ciganos, Centro Portuguès de Fotografia, Lissabon, Portugal (1999)
- Haiti, Dewi Lewis Publishing and Editions Marval, GB & Frankreich (1999)
- Go, Trebruk-Magnum, USA (2000)
- Coney Island, Trebruk, GB (2002)
- New York City (2004)
- A Beautiful Catastrophe, Powerhouse, USA (2005)
- Magnum Stories (2005)
- Fashion Magazine, Magnum Photos, Frankreich (2006)

## Lexikalischer Eintrag
- Hans-Michael Koetzle: Fotografen A–Z. Taschen Deutschland, 2015 ISBN 978-3-8365-5433-6